# Dampierre-sous-Brou
Dampierre-sous-Brou is een gemeente in het Franse departement Eure-et-Loir (regio Centre-Val de Loire) en telt 446 inwoners (1999). De plaats maakt deel uit van het arrondissement Châteaudun.

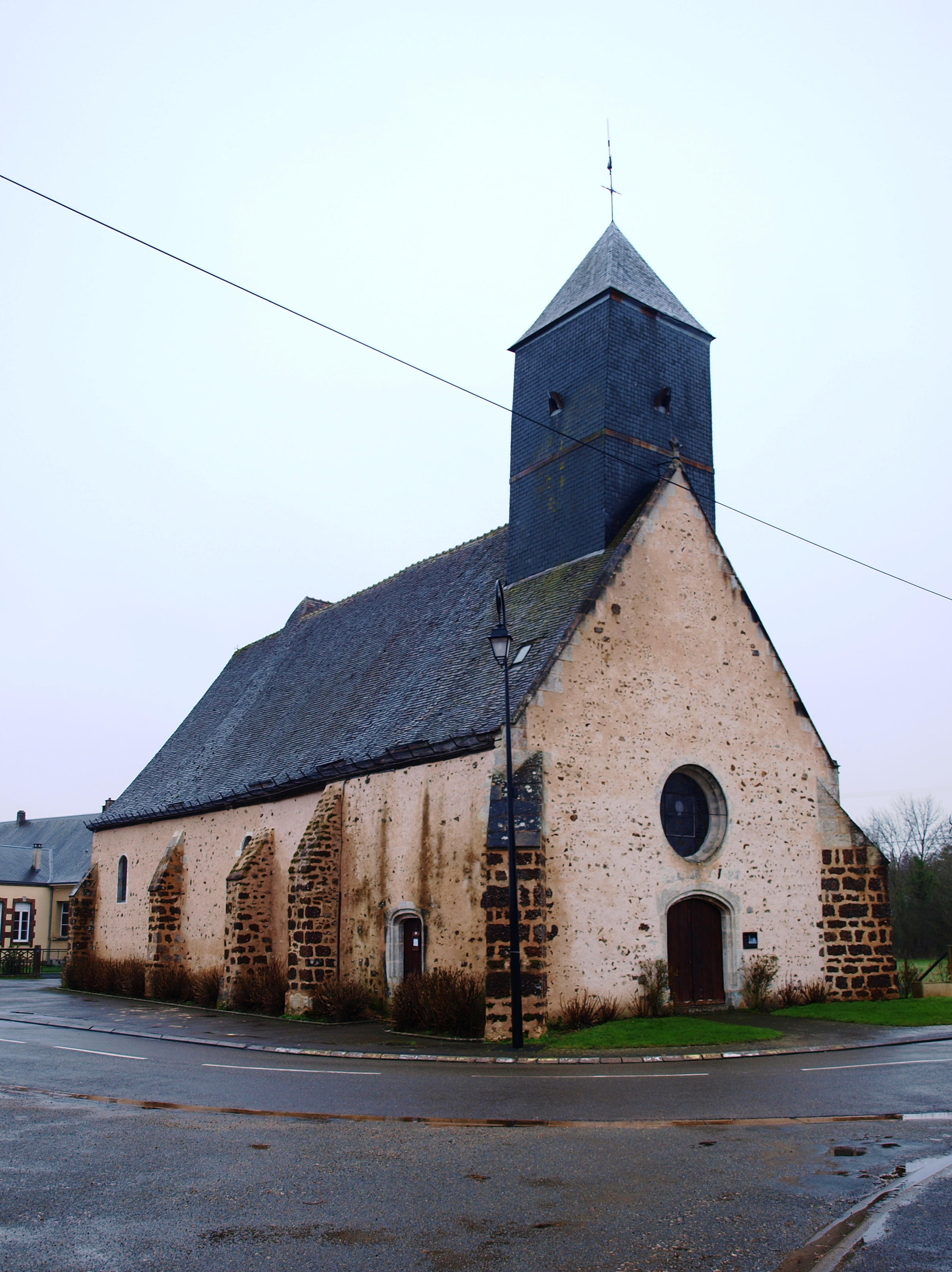
Kerk van Dampierre-sous-Brou
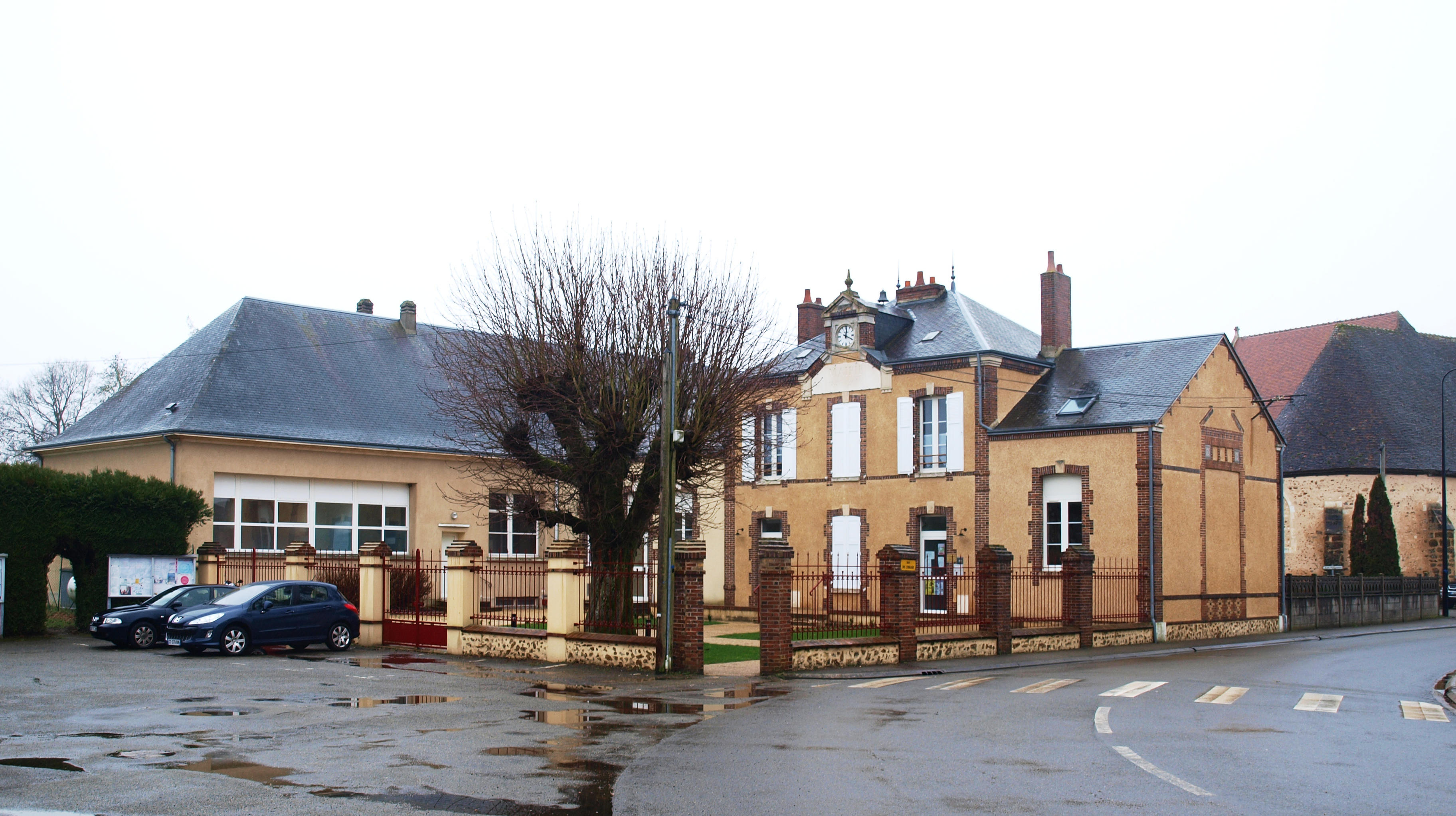
Gemeentehuis

## Geografie
De oppervlakte van Dampierre-sous-Brou bedraagt 14,8 km², de bevolkingsdichtheid is 30,1 inwoners per km².
De onderstaande kaart toont de ligging van Dampierre-sous-Brou met de belangrijkste infrastructuur en aangrenzende gemeenten.

## Demografie
Onderstaande figuur toont het verloop van het inwonertal (bron: INSEE-tellingen).